# Erylaos
Erylaos (altgriechisch Ἐρύλαος Erýlaos) ist eine Gestalt der griechischen Mythologie.
Erylaos ist der Gatte der Kleite, mit der er der Vater des Meilanion ist. Wie sein Sohn kämpft er im Trojanischen Krieg auf Seiten der Trojaner. Der in den Reihen der Trojaner wütende Patroklos tötet ihn im Kampf mit einem Steinwurf gegen die Stirn.